# Nare Head
Nare Head är en udde i Storbritannien.   Den ligger i grevskapet Cornwall och riksdelen England, i den södra delen av landet, 400 km väster om huvudstaden London.
Terrängen inåt land är platt. Havet är nära Nare Head åt sydost.  Närmaste större samhälle är Falmouth, 12,1 km väster om Nare Head. 